# Catarhoe
Catarhoe är ett släkte av fjärilar som beskrevs av Claude Herbulot 1951. Catarhoe ingår i familjen mätare.

## Bildgalleri

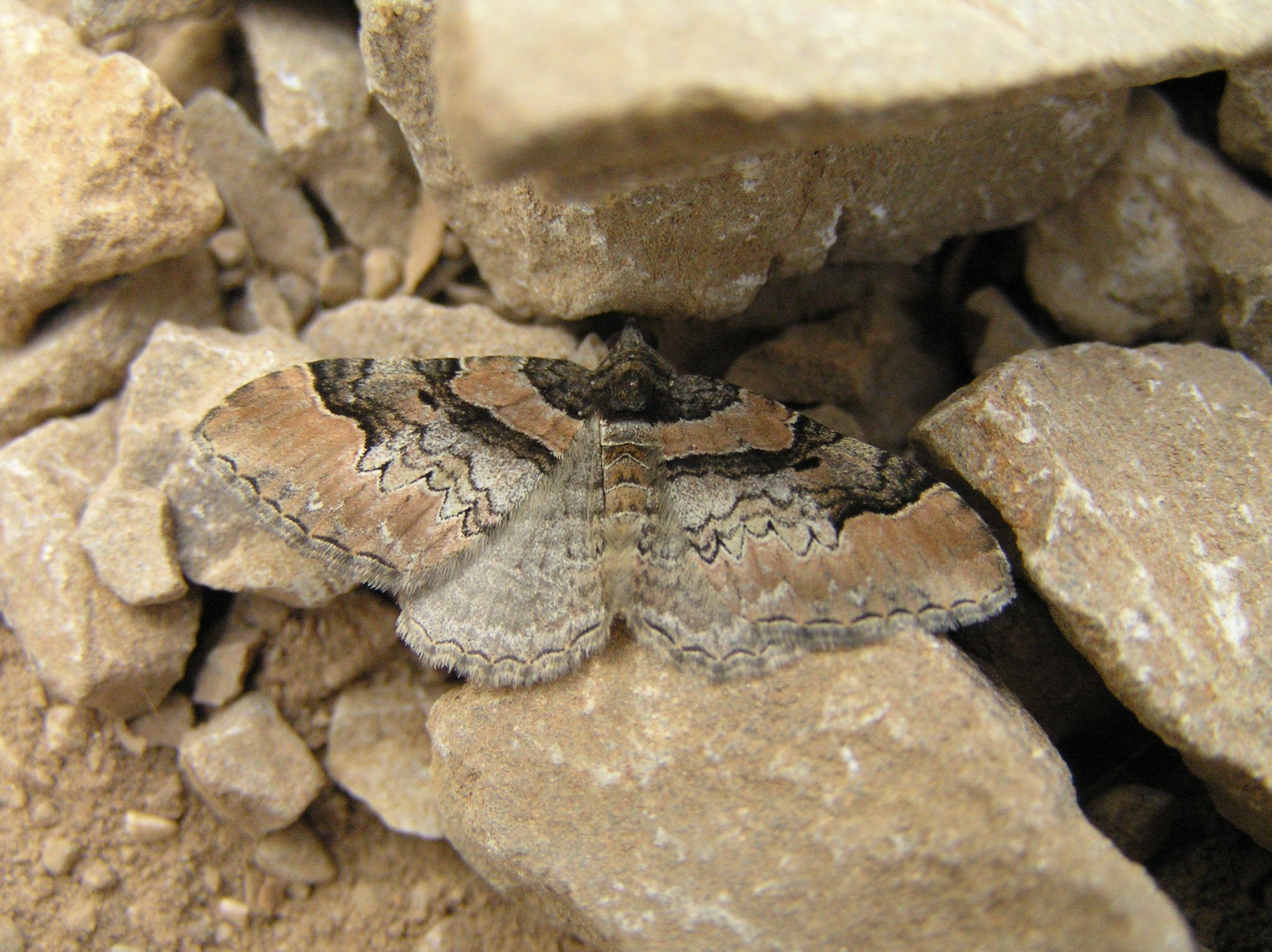

## Dottertaxa tillCatarhoe, i alfabetisk ordning[1][2]
- Catarhoe albescens
- Catarhoe algiricata
- Catarhoe anerythreia
- Catarhoe annulata
- Catarhoe arachne
- Catarhoe bahrama
- Catarhoe basochesiata
- Catarhoe biorrigata
- Catarhoe brunneata
- Catarhoe bulgariata
- Catarhoe butleri
- Catarhoe circulata
- Catarhoe coarctata
- Catarhoe colorata
- Catarhoe crebrolineata
- Catarhoe cuculata
- Catarhoe cuprearia
- Catarhoe cupreata
- Catarhoe decolor
- Catarhoe derufata
- Catarhoe elbursica
- Catarhoe fecunda
- Catarhoe fumaria
- Catarhoe fumata
- Catarhoe fumosaria
- Catarhoe hortulanaria
- Catarhoe indecora
- Catarhoe margaritata
- Catarhoe medioalba
- Catarhoe multilinea
- Catarhoe multilineata
- Catarhoe nyctichroa
- Catarhoe obscura
- Catarhoe palaestinensis
- Catarhoe permixtaria
- Catarhoe putridaria
- Catarhoe regalata
- Catarhoe renodata
- Catarhoe rogenhoferi
- Catarhoe rubidata
- Catarhoe sabinata
- Catarhoe semnana
- Catarhoe sinuata
- Catarhoe subobscura
- Catarhoe tadzhikaria
- Catarhoe tangaba
- Catarhoe tangens
- Catarhoe transversa
- Catarhoe turkmenaria
- Catarhoe undulosa
- Catarhoe virescens
- Catarhoe yokohamae